# Степное (Аккайынский район)
Степное (каз. Степное) — село в Аккайынском районе Северо-Казахстанской области Казахстана. Село входит в состав сельского округа Шагалалы. Код КАТО — 595858400.

## История
Указом ПВС Казахской ССР от 16.08.1971 года посёлку отделения №3 Северо-Казахстанской государственной опытной станции присвоено наименование село Южное.

## Население
В 1999 году численность населения села составляла 332 человека (163 мужчины и 169 женщин). По данным переписи 2009 года, в селе проживало 256 человек (120 мужчин и 136 женщин).